# طنفوش
طُنْفوش (الاسم العلمي: Trichogramma)، جنس دبابير نافعة من فصيلة الطنفوشيات. تتطفل على مكن الحشرات ومنها القرمزيات. تضم أكثر من 200 نوع منتشرة في جميع أنحاء العالم.